# BMW H2R
La BMW H2R (scritto anche BMW H2R, significa "Hydrogen Record Car") è un prototipo di vettura da corsa progettata per funzionare con idrogeno liquido. Concepita e sviluppata nel 2004 in soli 10 mesi, ha stabilito 9 record di velocità sul circuito di prova della BMW a Miramas, in Francia.

## La vettura
Il motore della H2R è un 6 litri a 12 cilindri, basato sul motore di una 760i a benzina la cui potenza è assicurata da due diverse tecnologie concepite dalla BMW: Valvetronic e Double-VANOS.
Questo motore all'idrogeno è capace di generare una potenza di 285 cavalli, il che permette alla H2R di raggiungere la massima velocità di 302 km/h.
Dal prototipo non è poi derivata alcuna produzione in serie e lo stesso è stato, nel 2005, affidato ad un artista per una rielaborazione in opera d'arte mobile.

## Dati tecnici
- Velocità massima: 302 km/h
- Motore: 12 cilindri alimentato a idrogeno
- Potenza: 210 kW/285 CV
- Telaio: struttura in alluminio
- Carrozzeria: composito in fibra di carbonio
- Dimensioni del veicolo: 5,40 m lunghezza, 2,01 m larghezza, 1,34 m altezza
- Peso (incluso il guidatore): 1.560 kg
- Cx: 0,21

## Record
Sul circuito ad alta velocità di Miramas la BMW H2R ha stabilito 9 diversi record mondiali per quel che riguarda le macchine ad idrogeno.
- Chilometro lanciato: 11,993 s (300,190 km/h)
- Miglio lanciato: 19,912 s (290,962 km/h)
- Partenza da fermo ⅛ miglio: 9,921 s (72,997 km/h)
- Partenza da fermo ¼ miglio: 14,933 s (96,994 km/h)
- Partenza da fermo ½ chilometro: 17,269 s (104,233 km/h)
- Partenza da fermo 1 miglio: 36,725 s (157,757 km/h)
- Partenza da fermo 10 miglia: 221,052 s (262,094 km/h)
- Partenza da fermo 1 chilometro: 26,557 s (135,557 km/h)
- Partenza da fermo 10 chilometri: 146,406 s (245,892 km/h)